# Mara Mucci
Mara Mucci (Bologna, 5 luglio 1982) è una politica italiana, deputata alla Camera nella XVII legislatura della Repubblica Italiana, eletta con il Movimento 5 Stelle alle elezioni politiche del 2013 per poi abbandonarlo nel 2015 e passare al gruppo misto.

## Biografia
Nata a Bologna, ha conseguito la laurea magistrale in Informatica con 110/110 presso l'Alma Mater Studiorum - Università di Bologna e ha lavorato come analista e consulente freelance dal 2008 al 2013.
Professionalmente si occupa di conservazione digitale.
È anche stata nuotatrice semi-professionista fino al 2006, conquistando 17 medaglie nei Campionati italiani di categoria (4 ori, 3 argenti e 10 bronzi), qualificandosi in 10 finali ai Campionati assoluti e ottenendo due convocazioni nella Nazionale giovanile di nuoto.

### Elezione a deputata
Alle elezioni politiche del 2013 viene candidata alla Camera dei deputati, ed eletta deputata nella circoscrizione Emilia-Romagna tra le liste del Movimento 5 Stelle. Nella XVII legislatura della Repubblica è stata componente della 10ª Commissione Attività produttive, commercio e turismo, della 1ª Commissione Affari Costituzionali, della Presidenza del Consiglio e interni, della Giunta per le elezioni e della Commissione parlamentare per la semplificazione, oltre ad occuparsi nella sua attività parlamentare particolarmente di partita IVA, maternità e regime fiscale, mobilità elettrica, turismo, digitale e riforme.
Il 26 gennaio 2015 annuncia, assieme ad altri 8 deputati (Tancredi Turco, Walter Rizzetto, Aris Prodani, Samuele Segoni, Eleonora Bechis, Marco Baldassarre, Sebastiano Barbanti, Gessica Rostellato) e il senatore Francesco Molinari, la sua fuoriuscita dal Movimento 5 Stelle, accusandolo di fare una opposizione "duramente distruttiva, becera, casinista", andando a formare il successivo 5 febbraio con Massimo Artini (espulso dal M5S) la nuova componente "Alternativa Libera" nel gruppo misto alla Camera, a cui si aggrega Possibile di Pippo Civati.
Alle elezioni amministrative del 2016 si candida al consiglio comunale di Milano nella lista "Radicali - Federalisti Laici Ecologisti", assieme al senatore ex M5S Luis Alberto Orellana, a sostegno del candidato sindaco Marco Cappato (ex deputato ed europarlamentare).
A luglio 2016 è tra i promotori di una raccolta firme trasversale in Parlamento (co-organizzata con il Comitato per la Libertà di Voto) per richiedere alla Corte di cassazione lo "spacchettamento" del referendum costituzionale della riforma Renzi-Boschi, ossia di poter strutturare il voto su più quesiti, in base ai singoli punti della riforma.
Il 28 ottobre 2016, aderisce come indipendente al gruppo parlamentare "Civici e Innovatori". Il 3 novembre 2016 viene eletta vicepresidente della Commissione parlamentare d'Inchiesta sul livello di digitalizzazione e innovazione delle pubbliche amministrazioni e sugli investimenti complessivi riguardanti il settore delle tecnologie dell'informazione e della comunicazione.

### Fuori dal Parlamento
Alle elezioni politiche del 2018 viene ricandidata alla Camera nel collegio uninominale Lombardia 3 - 04 (Palazzolo sull'Oglio), per la coalizione di centro-sinistra, ottenendo il 20,43%, ma venendo superata da Alessandro Colucci del centro-destra (54,64%), ma non risulta quindi eletta.
A dicembre 2019 entra a far parte di Azione, il partito fondato da Carlo Calenda di orientamento liberal-socialista, diventando componente del suo Comitato Promotore.
Alle elezioni regionali in Emilia-Romagna del 2020 si è candidata per la circoscrizione di Bologna per la lista civica "Bonaccini Presidente" in quota Azione, a sostegno del presidente uscente del centro-sinistra Stefano Bonaccini, ottenendo 1.561 preferenze e risultando la prima dei non eletti.
Alle elezioni politiche anticipate del 2022 viene ricandidata alla Camera per la lista elettorale Azione - Italia Viva nel collegio uninominale Emilia-Romagna - 05 (Imola), ottenendo l'8,69% dei voti e venendo sconfitta dai candidati del Movimento 5 Stelle Lorenza D'Amato (10,29%), del centro-destra, in quota Lega, Benedetta Fiorini (35,79%) e del centro-sinistra, in quota Alleanza Verdi e Sinistra, il co-portavoce di Europa Verde Angelo Bonelli (38,34%), non è dunque eletta.
Si è candidata alla segreteria provinciale di Azione per la provincia di Bologna al congresso del novembre 2023 ricevendo 111 voti contro i 126 di Serse Soverini.